# Station Domaszków
Station Domaszków is een spoorwegstation in de Poolse plaats Domaszków.